# 金平龙竹
金平龙竹（学名：Dendrocalamus peculiaris）为禾本科牡竹属下的一个种。

## 扩展阅读
- 維基物種上的相關：金平龙竹